# China type 54
Le China Type 54 est un pistolet semi-automatique chinois produit par la Norinco (China North Industries Corporation). C'est un pistolet de poing utilisé par les forces de l'ordre et les forces militaires en Chine, il est également disponible sur le marché civil.
Le Type 54 est une copie du pistolet TT-33 de l'Union soviétique, qui a été produit en grande quantité en Union soviétique et en Chine pendant la guerre froide. Le Type 54 a été produit en Chine dans les années 1950 et il est resté en production jusqu'à ce jour.
Le Type 54 est un pistolet semi-automatique à verrouillage par culasse, Il est chambré pour les cartouches de 7,62 × 25 Tokarev et peut contenir jusqu'à 8 cartouches dans son chargeur.

## Diffusion et carrière militaire
La présence d'une étoile noire cerclée sur chaque plaquette de crosse lui donne son surnom de « Black Star » parmi la pègre chinoise (triades). Moins cher que le Tokarev original, le PA chinois fut vendu aux armées et guérillas des pays suivants :
- Angola ;
- Bangladesh ;
- Chine : guerre sino-vietnamienne ;
- Cambodge ;
- Iran ;
- Irak ;
- Laos ;
- Madagascar
- Mozambique ;
- Pakistan ;
- Rhodésie : ZIPRA et Forces de sécurité (armes de prises) lors de la guerre du Bush de Rhodésie du Sud ;
- Soudan ;
- Vietnam ;
- Zimbabwe.

## Variantes commerciales
Les versions couramment exportés principalement aux États-Unis et au Canada disposent d'un levier de sûreté manuelle et tirent soit le 7,62 x 25 mm TT (appelé en Chine 7,62 mm Type 51) pour le Norinco 54/1 soit le 9 mm Parabellum pour le Norinco 213. Norinco a décliné son Modèle 213, inspiré du Tokagypt en Norinco M201C/203 (A/B)/NP7 (version 7,62 mm) /NP 9/NP 10 (bi-calibre 9 mm/.38 Super Auto)/NP15 (chien à bec) NP17 (version Tir pratique longue de 24,5 cm pour 940 g). À l'exception du Norinco, ces PA contiennent 8 cartouches et pèsent 910 g. Ainsi le 203A peut tirer 14 coups pour une masse de 1000g à vide.

## Culture populaire
Produit en masse et largement disponible, le China Type 54 est souvent présent aux mains des gangsters du cinéma policier de Hong Kong notamment dans À toute épreuve (de John Woo) ou Crime Story (film de et avec Jackie Chan).
Dans Sword Art Online, c'est l'arme choisie par Sterben pour assassiner ses victimes dans le jeu Gun Gale Online.
Il s'agit également de l'arme de base de Joker dans Persona 5, bien que le nom soit différent.